# Polskie Linie Oceaniczne
Polskie Linie Oceaniczne, PLO (Polish Ocean Lines) – polskie przedsiębiorstwo żeglugowe z siedzibą w Gdyni.

## Historia

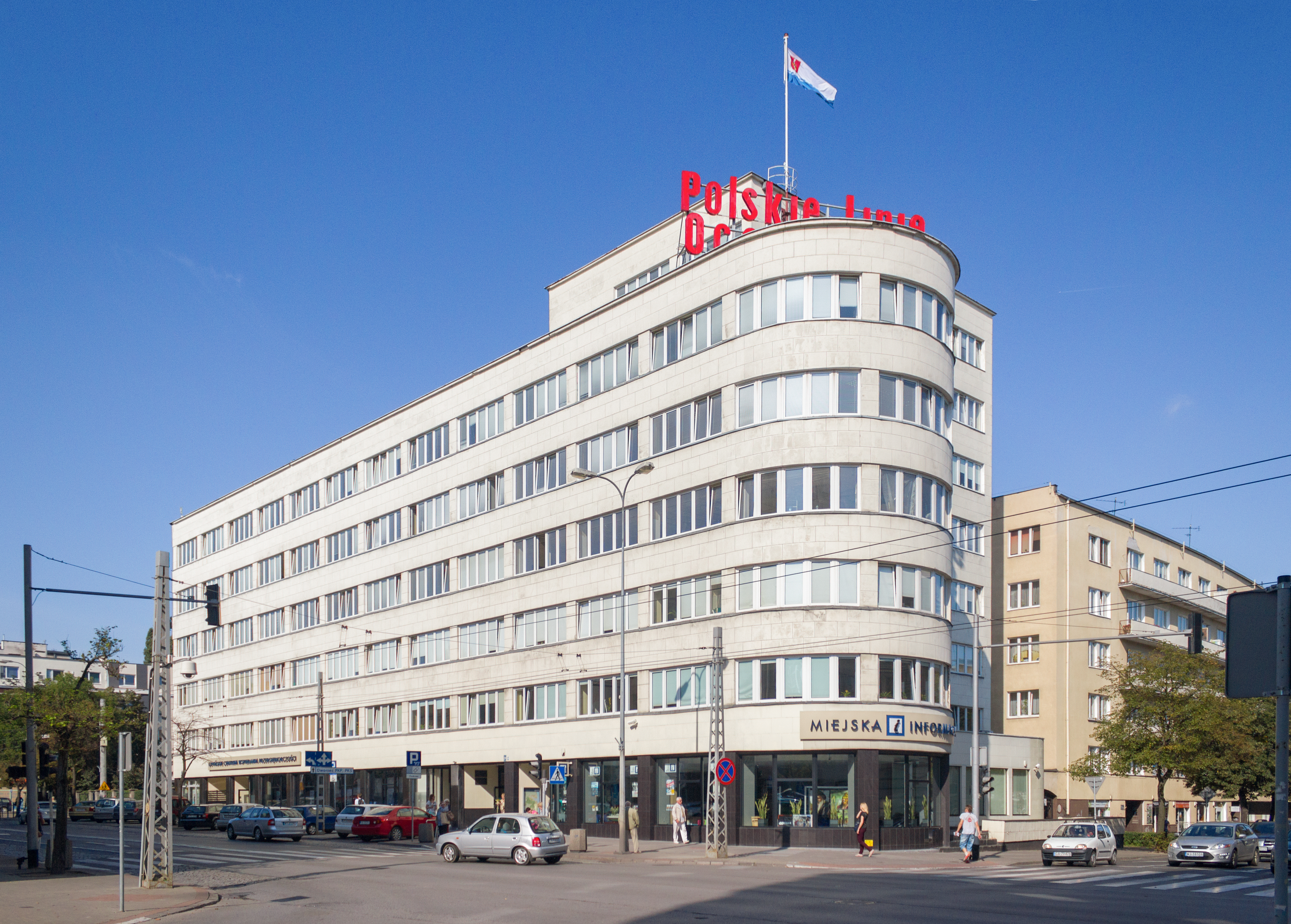
Dawna siedziba PLO

PLO powstało jako przedsiębiorstwo państwowe w 1951 r. z połączenia spółek Gdynia-America Line (GAL), Żegluga Polska oraz Polsko-Brytyjskie Towarzystwo Okrętowe.
Po utworzeniu firmy rozpoczął się jej stopniowy rozwój. Dokonano zakupu wielu jednostek, a także zwiększono zatrudnienie. W latach 1951–1954 spółka była też m.in. właścicielem sopockiego Grand Hotelu. Tonaż statków wzrastał, aby w latach 60. osiągnąć poziom 800 000 DWT. W 1967 r., w związku z blokadą Kanału Sueskiego, statki PLO, wykonujące rejsy na Daleki Wschód zmuszone były opływać Afrykę. W 1969 r. flagowym statkiem spółki przestał być MS Batory, który został sprzedany po cenie złomu w roku 1971 (statek ten nie został jednak zezłomowany przez nabywcę, a odprzedany dalej). Jego miejsce zajął nowocześniejszy TSS Stefan Batory.
Lata 70. stanowiły okres dalszego wzrostu tonażu floty PLO. Tonaż ten pod koniec dekady wynosił ok. 1,2 mln DWT przy 176 statkach noszących znak armatorski PLO. Zatrudnienie wynosiło ok. 10 000 osób, z czego blisko 80% stanowiła kadra pływająca. Przewozy sięgały 5 mln ton. W tamtym czasie przekazano statki uprawiające żeglugę trampową z PLO do Polskiej Żeglugi Morskiej. Pozwoliło to na skonsolidowanie sektora żeglugowego w Polsce. Rozpoczęto także stopniowo przewozy kontenerów, mocowanych bezpośrednio na pokładach statków nie projektowanych do takiej postaci transportowania. Na przełomie lat 70. i 80. dla głównych linii armatora zrealizowano zakupy dużych, specjalistycznych kontenerowców typu ro-ro i con-ro. Zakupy te przeprowadzono w stoczniach francuskich i hiszpańskich, z uwagi na niemożność złożenia zamówienia w stoczniach polskich - realizujących zamówienia na podobne jednostki znacznie taniej, jednakże wyłącznie dla armatora radzieckiego oraz gigantyczne, a jednocześnie deficytowe dla stoczni promy dla odbiorcy ze Szwecji.
Wprowadzenie stanu wojennego w 1981 r. zmniejszyło obroty przedsiębiorstwa, które zaczęło przynosić straty. Dopiero co nabyty w leasingach, nowoczesny tonaż, nie zawijał nawet do szybko pustoszejących portów w Polsce, wożąc ładunki jedynie między portami Europy Zachodniej i innych kontynentów. Rozpoczął się proces ograniczania działalności. Starsze jednostki sprzedawano za granicę po cenach złomu. Pozbywano się również niektórych nowszych jednostek. Zaznaczył się odpływ kadr oficerskich do armatorów zagranicznych i na ląd. Pod koniec lat 80. XX wieku flota PLO skurczyła się do 97 statków.
Zmiany systemowe w Polsce po 1989 r. wymusiły głębokie zmiany w PLO, które musiały przejść restrukturyzację. Ograniczono działalność oraz zatrudnienie. 29 czerwca 1999 r. przedsiębiorstwo państwowe PLO zostało przekształcone w spółkę akcyjną. W 1999 r. wszystkie spółki wchodzące w skład grupy PLO zatrudniały ok. 3 tysiące osób. 

## Działalność

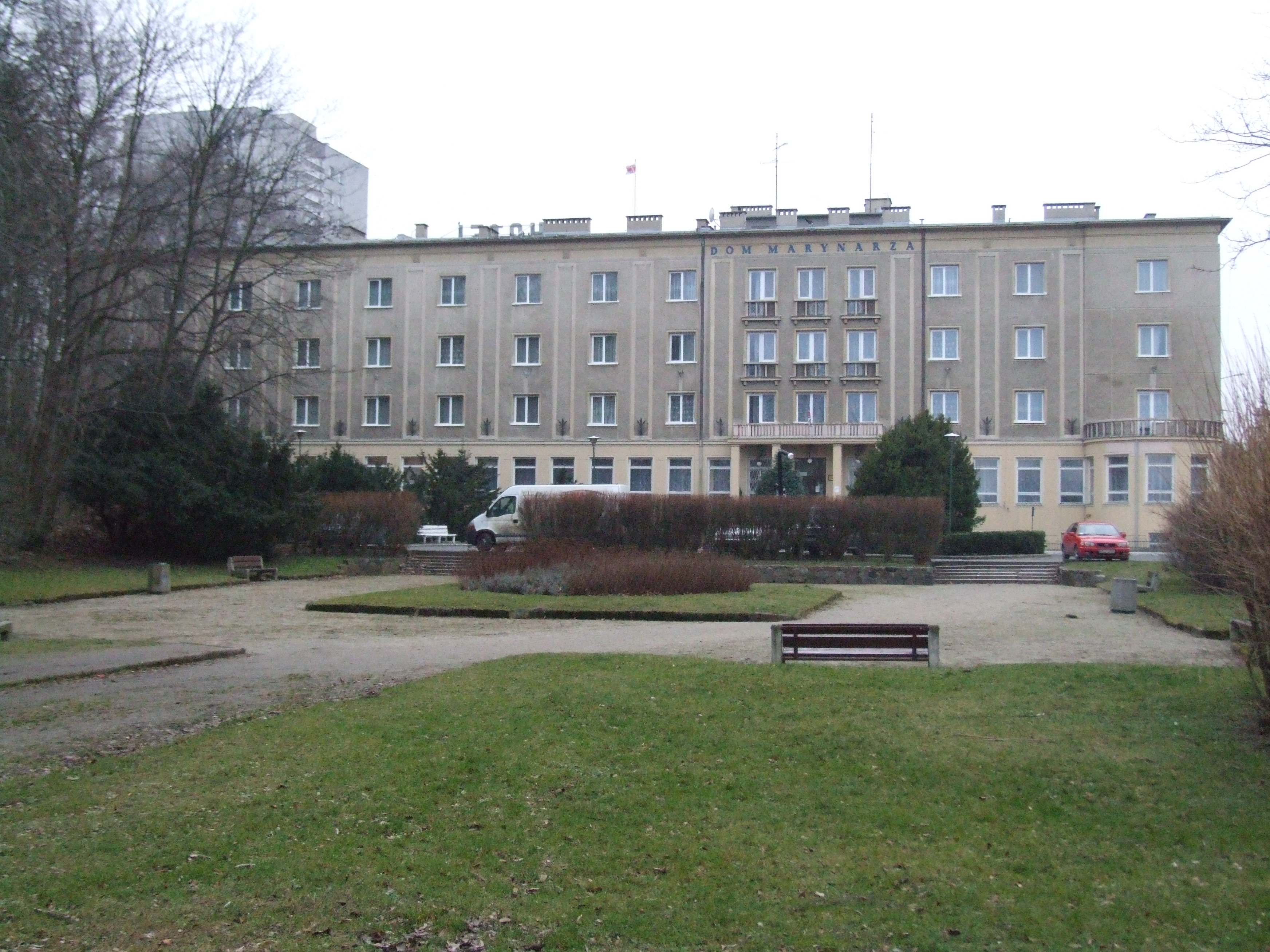
Dom Marynarza przy Alei Piłsudskiego 1, hotel a zarazem aktualna siedziba PLO

Na rok 2024, w skład grupy kapitałowej PLO wchodzi 5 spółek-córek. Jedną ze spółek jest POL-Levant, której głównym zadaniem jest działalność hotelarsko-gastronomiczna „Domu Marynarza”. 3 spółki zarejestrowane na Malcie zajmowały się najmem statków własnych i obcych (bez załóg), obsadzaniem tych statków załogą i dalszą dzierżawa do kontrahentów zewnętrznych.
W 1976 r. Polskie Linie Oceaniczne zostały odznaczone Orderem Sztandaru Pracy I klasy.

## Liczba statków PLO[6]
- 1951 - 36 jednostek
- 1956 - 36
- 1961 - 70
- 1966 - 157
- 1976 - 176
- 1981 - 163
- 1986 - 110
- 1991 - 85
- 1999 - 18
- 2000 - 6
- 2021 - 3[2]

## Zarządzanie
Skonsolidowane przychody spółki:
| Rok  | Przychód         | Wynik netto      |
| ---- | ---------------- | ---------------- |
| 2021 | 50 445 923,05 zł | 7 661 769,10 zł  |
| 2022 | 62 597 679,66 zł | 662 559,58 zł    |
| 2023 | 64 248 774,67 zł | -6 734 221,32 zł |
| 2024 | 76 738 600,10 zł | 2 940 745,22 zł  |

### Schemat organizacyjny PLO w latach 1970–1986[6]
- centrala
- Zakład Linii Amerykańskich, Gdynia, ul. Śląska 49a (1970-1986)
- Zakład Linii Azjatyckich i Australijskich, Gdynia, ul. Pułaskiego 8 (1970-1986)
- Zakład Linii Afrykańskich i Śródziemnomorskich, Gdańsk, ul. Długa 76 (1970-1986)
- Zakład Linii Europejskich i Żeglugi Promowej/Z-d Linii Europejskich i Afryki Zachodniej, Szczecin, ul. Hryniewieckiego 8 (1970-1986)
- Zakład Kontenerowy, Gdynia, ul. Marchlewskiego 20 (1974-)
- Zakład Zaopatrzenia, Gdynia, ul. Marchlewskiego 20 (1964-)
- Zakład Socjalny, Gdynia, ul. Korzeniowskiego 22
- Ośrodek Badawczo-Rozwojowy Żeglugi Liniowej, Gdynia, ul. Żołnierzy I Armii WP 9-11[8]
- Liceum Morskie, Gdynia, ul. Żeromskiego 30[9] (1973-1985)

### Schemat organizacyjny PLO w latach 1991–2003[6][10]
- Euroafrica (1991-2007)
- POL Supply sp. z o.o., Gdynia (1994-2003)
- POL Asia Linie Żeglugowe sp. z o.o., Gdynia (1996-2000)
- POL America S.A. (1993-2000)
- POL Atlantic sp. z o.o., Gdynia (1995-1999)
- POL Levant Linie Żeglugowe sp. z o.o., Gdynia (1993-)
- Polcontainer sp. z o.o., Gdynia (1992-1999)

### Liczba pracowników PLO[6]
- 1951 – 2 581 pracowników
- 1956 – 2 483
- 1961 – 4 810
- 1966 – 9 652
- 1976 – 12 849
- 1981 – 12 670
- 1986 – 9 525
- 1989 – 7 415
- 1991 – 5 813
- 1999 – 3 000

### Dyrektorzy naczelni, zarządcy komisaryczni, prezesi[6]
- 1951 – Hilary Sarnecki, dyrektor naczelny
- 1951–1953 – Włodzimierz Szymanowski
- 1953–1955 – Wilhelm Gołyszny
- 1955–1956 – Mieczysław Skorupiński
- 1956–1957 – Jan Woźniakiewicz
- 1958–1959 – Stanisław Kogutowski
- 1959–1962 – Antoni Rusin
- 1962–1966 – dr Herman Burau
- 1966–1976 – Stanisław Bejger
- 1976–1983 – Tadeusz Grembowicz
- 1983–1986 – Mieczysław Kowalikowski
- 1986–1990 – Kazimierz Misiejuk
- 1990–1993 – Henryk Dąbrowski
- 1993–1995 – Aleksander Kowalski, zarządca komisaryczny
- 1995 – Leszek Rutecki
- 1995–1999 – Mirosław Hapko
- 1999 – Stanisława Gatz, zarządca komisaryczny, prezes
- 1999–2002 – Krzysztof Kremky, prezes
- 2002–2004 – Aldona Wojtczak
- 2004–2011 – Andrzej Osiecimski
- 2012–2017 – Roman Woźniak
- 2017–2019 – Marek Orent
- 2019 – Krzysztof Adamczyk
- 2019–2023 – Dorota Arciszewska-Mielewczyk
- 2023–2024 – Krzysztof Adamczyk
- w 2024 – Piotr Węcławiak[11]
- w 2024 – Wojciech Kodłubański[12]
- w 2024 – Dominik Sikora (p.o.)
- od 2024 – Radosław Marciniak[13]

### Lista wybranych spółek żeglugowych PLO za granicą[6]
- GAL Gdynia America Line Inc., Nowy Jork (1921-1999/2001)
- Gdynia America Shipping Lines (London) Ltd., Londyn (1941-)
- PSAL N.V., Antwerpia (1946-)
- Ceylon Ocean Lines Ltd., Kolombo (1956-)
- Pak Ocean Shipping Company (Private) Ltd., Karachi (1951-)
- Polamerica Vasuardiaz Shipping Agency Ltd., Las Palmas (1965[14]-)
- Polascamar S.R.L., Genua (1977-)[15]
- Poliberia S.L., Madryt (1969-)
- Pollines AB, Ystad
- Transpol, Paryż